# Себум
Себум је масна супстанца коју производе лојне жлезде лоциране по целом људском телу (највише концентрисане на лицу и власишту). Себум који у физиолошком смислу штити и хидрира људску  кожу, ако се превише производи (под утицајем неколико фактотра) може допринети појави акни, масне коже и масног власишта. А ако га има премало може изазвати суву кожу која се љушти  и перута.

## Опште информације
Себум лучи лојна жлезда која је саставни део структуре и функције коже. Она кожи обезбеђује 90%  површинских липида и влажност. Иако велики део фокуса који се односи на лојну жлезду долази од њене централне улоге у појави акни вулгарис, откривено је да она има и неколико нових функција, које наглашавају сложену улогу ове свестране ћелијске јединице у хомеостази коже. 
Лојна жлезда је посебна на најмање два начина:
Прво, производ ове жлезде се синтетише путем холокрине секреције, јединствене методе коју карактерише сврсисходно самоуништење њене примарне ћелијске јединице, себоцита.
Друго, упркос томе што су епителног порекла и поседују бројне хормонске рецепторе, себоцити су укључени у синтезу и метаболизам липида (функцију која је иначе резервисан за адипоците).
Дакле, лојна жлезда се може сматратиистовремено  хормонским и ендокриним органом.

## Физиологија себума
Производња себума је најважнија функција лојне жлезде код људи. Јединствено за лојну жлезду је производња сквалена и одређених масних киселина. Производња себума је кључна за одржавање хомеостазе коже, подмазивање и физиолошку одбрану од утицаја околине и заразних болести.
Себум се лучи у целом телу и игра важну улогу у хомеостази коже, јер помаже да кожа буде:
- хидратизована,
- хидратизована
- подмазана.
- заштићена од спољашњих утицаја и инфекције

Себум задржавајући влагу на кожи  помаже у спречавању исушивања коже.
Себум такође штити кожу од штетних фактора из околине и инфективних агенаса, попут бактерија и гљивица.
Постоје докази који показују да себум такође има антимикробно дејство и помаже у синтези витамина Д у људском телу.
Себум производе лојне жлезде, које се налазе испод површине  коже, близу фоликула длаке по целом телу, осим на длановима и табанима.    
Жлезде производе себум кроз активност која се зове холокрина секреција, што значи да се себум истискује заједно са мртвим ћелијама. Лојне жлезде су највише концентрисане на лицу, леђима, горњем делу груди и власишту. То су обично области у којима прекомерна производња себума може резултовати,   масном кожом  и акнама
Количина себума коју производите мења се током живота и као одговор на факторе околине. На пример, производња себума се повећава током лета, како се повећава индекс топлоте. Производња себума такође бележи нагли пораст током пубертета.
Ћелије које луче себум у  лојним жлездама називају се себоцити. Током производње себума, себоцити ће се самоуништавати и пратити себум из лојне жлезде.

### Састав себума
Себум је густа, лепљива, масна супстанца састављена углавном од масти (липида).
| Липиди                        | Себума % | Епидермис % |
| Глицериди                     | 45       | 30–35       |
| Слободне масне киселине – ФФА | 10       | 8–16        |
| Воштани моноестри             | 26       | -           |
| Сквален                       | 15       | -           |
| Естри холестерола             | 4        | 15–20       |
| холестерол                    | 2        | 20–25       |
| а = просечне вредности        |          |             |

Концентрације липида који чине себум су заправо променљиве и у зависности су од области у којој се налазе лојне жлезде, на пример, воштане компоненте се јављају највише у уху.
| Врста липида            | %     |
| Триглицериди            | 20–60 |
| Воштани моноестри       | 23-30 |
| Сквален                 | 10-20 |
| Слободне масне киселине | 5–40  |
| Естри холестерола       | 1–6   |
| Холестерол и стероли    | 1–3   |
| Диглицериди             | 1–2   |

Сматра се да мали проценат слободног холестерола и холестерил естара потиче од холестерола плазма мембране базалних леукоцита себума. Себоцити не изражавају ензиме неопходне за биосинтезу холестерола, "заустављајући" производњу његовог прекурсора: сквалена. Ова мешавина лојних липида је квази-течна на температури тела и коже.
Затим може да излази из канала и шири се по површини коже. Триглицериди се барем делимично хидролизују и настају слободне масне киселине.
Мале пропорције 1,2-диглицерида и 1,3-диглицерида се такође производе деловањем липазе. Естеразе, односно ензими, одговорни за хидролизу лојних триглицерида су бактеријског порекла, а вероватно и епидермалног порекла. Међу слободним масним киселинама које ослобађају триглицериди лојнице, лауринска киселина (12:0) и сапиенска киселина (16:1Δ6c) такође имају антимикробно дејство. Сапиенска киселина је карактеристична масна киселина, посебно богата у људском себуму.
Ове две масне киселине имају снажна антимикробна својства, посебно против грам-позитивних бактерија и вероватно су одлучујући фактори у природној антимикробној одбрани као и у имунолошком систему. Неке анализе су идентификовале алкане, али датирање угљеника је приписало нафтно порекло овом материјалу. Није утврђено на ком нивоу долази до контаминације анализираног себума нафтним алканима. Поред лојних липида синтетизованих у лојној жлезди, идентификовани су и неки антиоксиданси: витамин Е и коензим К10. Чини се да је лучење себума примарни пут за дифузију ових антиоксиданата на површину коже. Ово може бити од посебног значаја за одбрану од реактивних врста кисеоника и заштиту ацилцерамида који садрже полинезасићене као што је линолеат у стратум цорнеум-у.
Најважније масне киселине у људском себуму имају дужину од 12 до 20 атома угљеника. Већина су ланци од 16 и 18 атома угљеника. Сапиенска киселина , карактеристика 16:1Δ6c, је најзаступљенија масна киселина у људском себуму. Себалеик 18:2Δ5c се производи из 16:1Δ6c након ензимског елонгације ланца. 
Чини се да су трансформације масних киселина себума такође повезане са вишеструким корацима, уз узастопно деловање елонгаза (ензима који продужавају угљоводоник-алкил ланац) и десатураза (ензима који стварају двоструку везу у одређеном положају)  . Необична карактеристика људског себума је присуство разгранатих масних киселина. То укључује разгранате изо- и анте-изометил засићене ланце, али и разне друге разгранате мулти-метил ланце. Узорак метилног гранања засићених масних киселина варира између појединаца, али је непроменљив током времена код исте особе. Ово нас наводи на сумњу да је концентрација и дистрибуција разгранатих масних ланаца регулисана генетиком појединца.
Преовлађују засићене и мононезасићене масне киселине. Међу воштаним естарским масним киселинама, однос засићених и мононезасићених масних киселина је приближно 40:60; међутим код триглицерида и естара холестерола овај однос је 65:35 и 70:30. Однос између засићеног и незасићеног, као и између дугих и кратких ланаца, одлучујући је за вискозност и глаткоћу себума, па је и одлучујући фактор у комедогенези. Масне киселине укључују линолну киселину (18:2Δ9c,12c ), добијену исхраном, и карактеристичну себалеинску киселину (18:2Δ5c,8c), која се синтетише у жлезди. Пропорција 18:2Δ9c,12c у поређењу са 18:2Δ5c,8c се смањује у случају акни.

## Добре стране себума
Себум игра кључну улогу у заштити вашег тела и ваше коже и има неколико здравствених предности. Неке од предности себума укључују:
- влажење и подмазивање коже главе и косе
- влажење коже и одржавање њене глаткоће
- формирање заштитне баријере на кожи и скалпу
- очување влаге и спречавање исушивања коже
- заштита коже од страних агенаса, попут бактерија
- хомеостазу к акоже и заштита од упале
- антиоксидативни ефекат на кожу

## Недовољна производња себума
Пошто је себум хидратантно средство за кожу, низак ниво себума може резултовати сувом кожом сврабом, перутањем и иритацијом коже.
Недовољна производња себума може бити узрокована бројним проблемима. Производња себума се природно успорава процесом старења. Код жена она се  смањује након менопаузе а код мушкараца око 60 или 70 године живота.
Остали фактори који доприносе смањеној производњи себума и појавом суве коже укључују:
- придружена здравствена стања попут болести штитне жлезде, дијабетеса и болести бубрега,
- узимање лекова попут диуретика и статина,
- недостатак витамина (нпр витамина Д или витамина А) , цинка, гвожђа
- лечењЕ рака
- анорексијА
- ХИВ

### Превенција недовољног лучења себума
Превнција недовољне производње себума може укључивати решавање основног здравственог стања, недостатка витамина или разговор о било ком леку који узимате са својим лекаром. У случају лекова, лекар ће можда моћи да понуди алтернативне лекове који мање исушују кожу.
Понекад није могуће исправити недовољну производњу себума. Наношење хидратантних производа за кожу може помоћи у заштити коже и спречавању исушивања. Такође треба се уздржите од активности које исушују кожу, као што је коришћење грубих средстава за чишћење или туширање под врелим млазом воде дужи временски период.

## Прекомерна производња себума
Висок ниво себума може довести до вишка масноће на кожи и коси, што може допринети појави акни. Многе особе у неком периоду живота могу  имати прекомерну производњу себума.
Током пубертета долази до израженијег повећања производње себума. Мушкарци могу имати виши ниво себума јер је производња себума повезана са високим нивоом тестостерона. Код жена, себум има тенденцију повећања током овулације. Производња себума такође варира од једне до друге особе, због чега су неки људи склонији масној кожи.
Најчешћи проблем повезан са повећаном производњом себума су акне. До 80% људи искуси акне у свом животу, а око 20% времена оне могу бити тешке. Прекомерна производња себума није једини фактор који узрокује акне, али је снажно повезана са повећаном вероватноћом њиховог развоја. Повећана производња себума може изазвати себумне чепове, који доприносе развоју различитих врста акни, као што су митисери и беле тачке.
Прекомерна производња себума такође може допринети масном власишту или масној коси. Када се вишак себума комбинује са смањеним туширањем, остацима шампона и балзама , знојем и прљавштином, могу се развити нежељени симптоми. Симптоми могу укључивати лош мирис, масну косу и повећан ризик од иритације власишта и инфекција.

### Превенција прекомерног лучења себума
Ако прекомерна производња себума доприноси масној кожи или масној коси, превентивно се могу применити следеће мере:
- редовно прање косе,
- примена пилинга за власиште да би се контролисао вишак масноће
- користити шампоне који су услове намењене масној коси
- редовно чешљати косу како би се смањило накупљање масноће

## Терапија
Прекомерна производња себума (масна кожа) може се контролисати променом рутине неге коже и употребом локалних и системских лекова који смањују производњу себума.

### Неге масне коже
Обично се масна кожа узрокована производњом себума може контролисати променом следећих кораке за контролу масне коже:
- обавезно лице прати ујутру, увече и после вежбања,
- лице прати само благим средствима за чишћење која не изазивају иритацију,
- избегавати средства за чишћење на бази уља или алкохола,
- користите производе за негу коже и шминку без уља,
- користите дневну хидратантну крему намењену за масну кожу,
- користите заштиту од сунца свакодневно,
- користите упијајуће папире током дана и апсорбовати уље са коже,
- уздржавати се од претераног додиривања лица током дана

### Примена локалних агенаса
Ако пацијент има акне које су настале као резултат масне коже, требало би да примењује следеће локалне агенсе који  могу вам бити од помоћи:
- бензоил пероксид (бензоил)
- локални антибиотици
- локални ретиноиди
- локални дапсон 5% гел (Ацзоне)
- азелаична киселина (Азелек)

Препоручуке се да дерматолог дредите шта је од напред  наведеног најприкладније за сваку особу индивидуално и да ли треба комбинујете ове производе као део  рутине неге коже.

### Лекови
Одређени лекови могу да делују директно на смањење производње себума у пацијентоовом телу. Ови лекови можда нису прикладни за све, због чега треба да их пропише лекар који може да утврди који је прави лек за конкретно особу.
Лекови који смањују производњу себума укључују:
- изотретиноин (Зенатане), орални ретиноид
- спиронолактон (Алдактоне), који могу да користе само жене
- орални контрацептиви,  само за жене